# Maragondon
Maragondon è una municipalità di quarta classe delle Filippine, situata nella Provincia di Cavite, nella Regione di Calabarzon.
Maragondon è formata da 27 baranggay:
- Bucal I
- Bucal II
- Bucal III A
- Bucal III B
- Bucal IV A
- Bucal IV B
- Caingin Pob. (Barangay 3)
- Garita I A
- Garita I B
- Layong Mabilog
- Mabato
- Pantihan I (Balayungan)
- Pantihan II (Sagbat)
- Pantihan III (Pook na Munti)

- Pantihan IV (Pook ni Sara)
- Patungan
- Pinagsanhan I A
- Pinagsanhan I B
- Poblacion I A
- Poblacion I B
- Poblacion II A
- Poblacion II B
- San Miguel I A (Caputatan)
- San Miguel I B
- Talipusngo
- Tulay Kanluran
- Tulay Silangan